# Rękopisy z Qumran

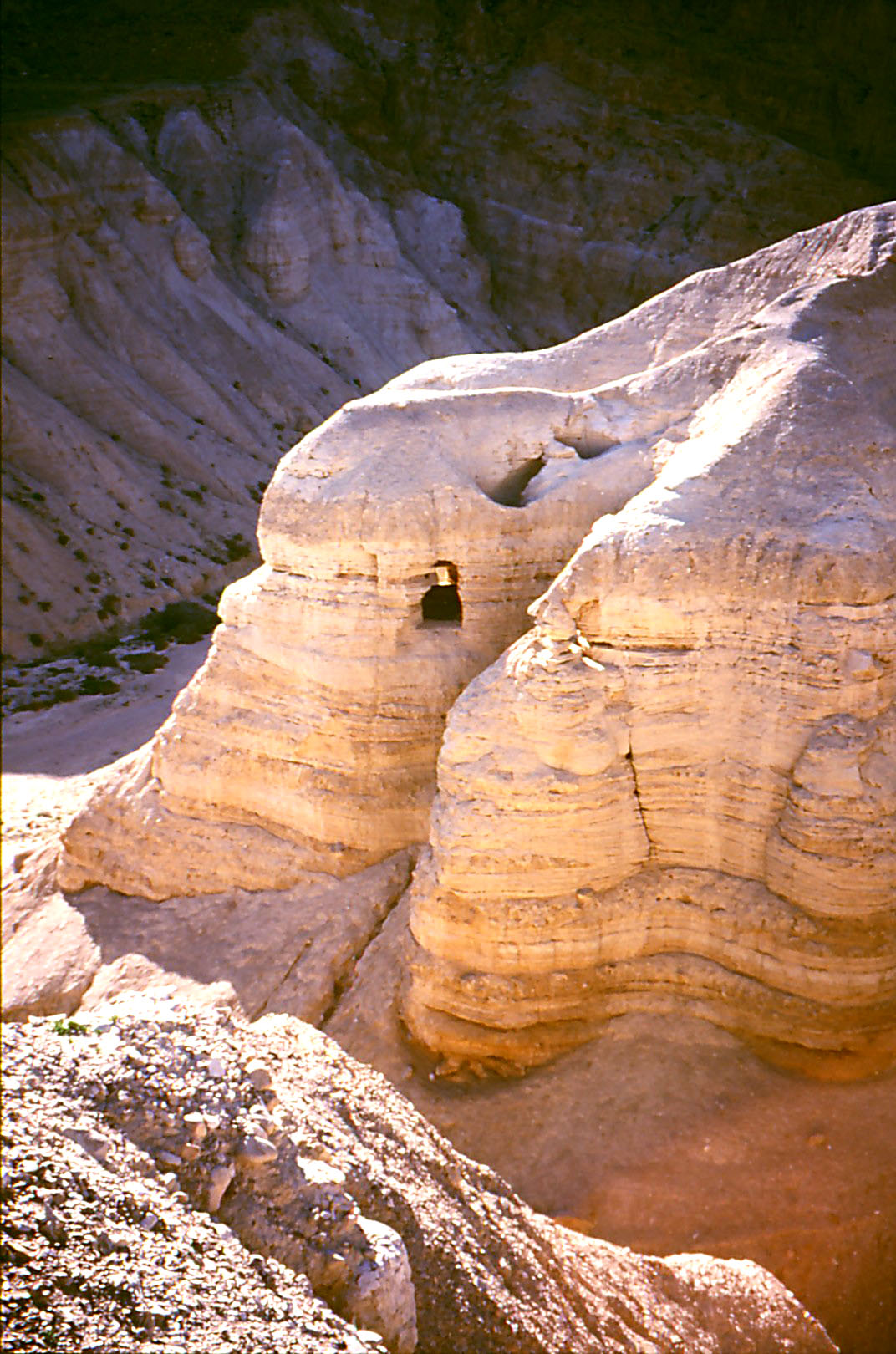
Grota 4 z Qumran.

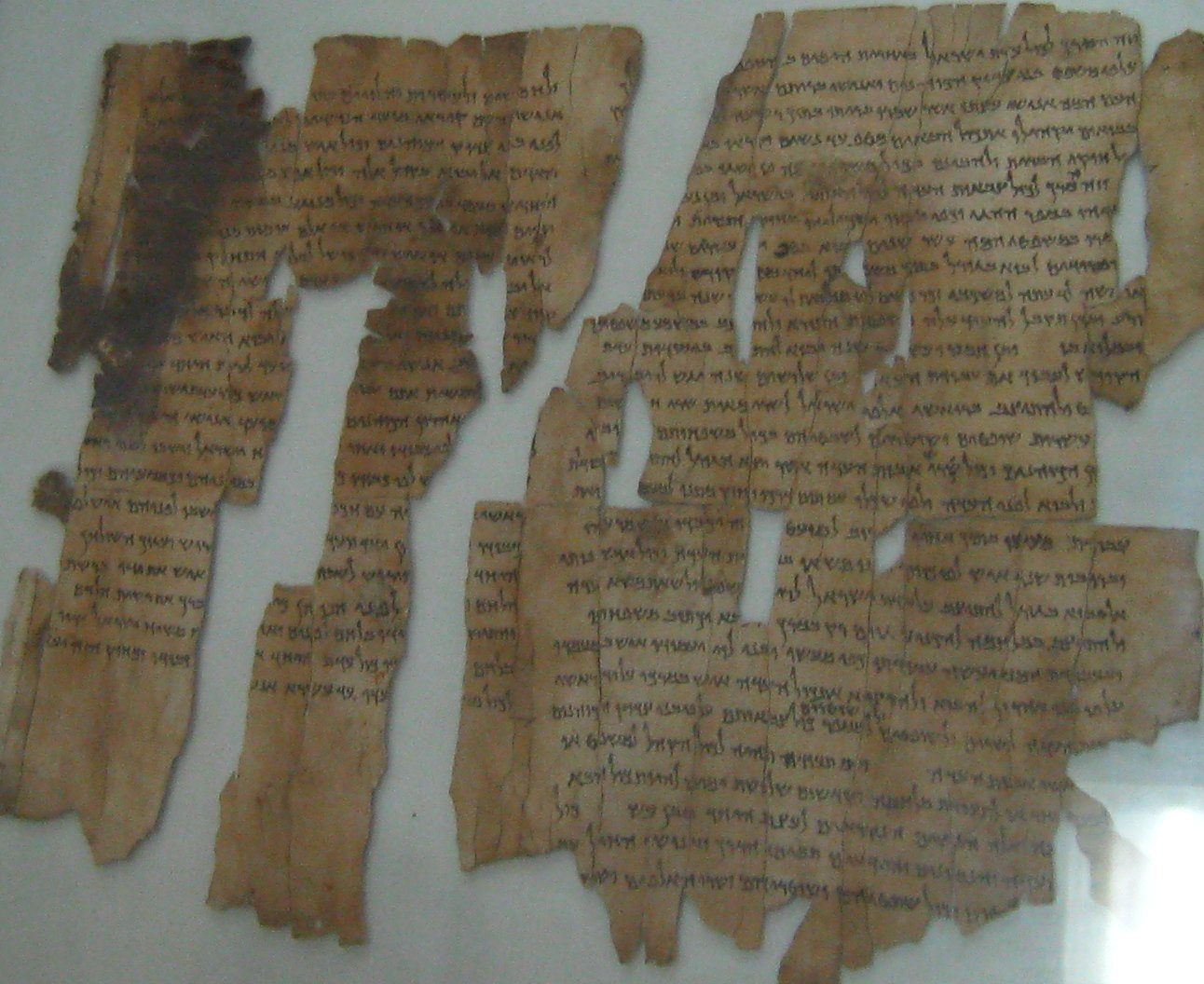
Fragment znalezionych rękopisów eksponowany w Muzeum Archeologicznym, Amman, Jordania.

Rękopisy z Qumran (niektóre inne stosowane nazwy: zwoje znad Morza Martwego, rękopisy znad Morza Martwego i manuskrypty znad Morza Martwego) – zbiór dokumentów spisanych po hebrajsku, aramejsku i grecku, znalezionych w latach 1947–1956 w 11 grotach niedaleko ruin Kumran na Zachodnim Brzegu. W szerszym znaczeniu termin „Zwoje znad Morza Martwego” oznacza również manuskrypty znalezione w Wadi Murabba’at, Masadzie, Hyrkanium, Nachal Ce’elim i Nachal Chewer.

## Pochodzenie
Przeprowadzone badania archeologiczne i metodą radiowęglową 14C pozwalają datować rękopisy na okres od II wieku p.n.e. do I wieku n.e. Dzięki badaniom paleograficznym zwojów wiadomo, że najstarsze z nich powstawały nawet od połowy III wieku p.n.e. (4QJer, 4QEx i 4QSam), na długo przed zasiedleniem Qumran. Teksty te należały najprawdopodobniej do esseńczyków (lub jakiegoś ich odłamu), którzy zamieszkiwali Qumran pomiędzy 125 rokiem p.n.e. a 68 rokiem n.e. W 11 grotach znaleziono około 900 rękopisów w tym 233 manuskrypty biblijne. Datuje się je na okres od III wieku p.n.e. po I wiek n.e.
Około 60% rękopisów biblijnych zawiera tekst zgodny z tekstem masoreckim, około 5% manuskryptów zgadza się z tekstem Septuaginty, 5% potwierdza Pentateuch samarytański, a 20% przekazuje tekst charakterystyczny wyłącznie dla wspólnoty z Qumran. Pozostałe 10% manuskryptów biblijnych z Qumran nie daje się przyporządkować do żadnego wariantu świadków tekstu biblijnego.

## Historia odkrycia

### Grota 1
W 1947 roku trzech beduińskich chłopców udawało się ze stadem owiec i kóz do oazy Ain Feszcha. Gdy okazało się, że jedna z kóz zaginęła, jeden z nich udał się na poszukiwania. Przypadkowo natrafił na nieznaną sobie wcześniej jaskinię. Rzucił do jaskini kamień i usłyszał dźwięk tłuczonego dzbana. Następnego dnia postanowił wrócić w to samo miejsce zabierając ze sobą kolegę, Muhammada ed-Diba. Jak się później okazało Muhammad ed-Dib natrafił na jaskinię, w której znajdowały się ukryte w dzbanie hebrajskie zwoje sprzed blisko dwóch tysięcy lat. W dzbanie tym znajdowało się siedem dużych, w miarę dobrze zachowanych zwojów. Odkrycie to rozłożone w czasie pociągnęło za sobą następne co spowodowało w końcu odnalezienie w tym regionie 11 jaskiń zawierających zwoje oraz współczesną im osadę. Z czasem teren ten został dokładnie przeszukany a sama osada całkowicie przekopana.
Odnalezione przez Beduinów zwoje zostały pocięte na kawałki i wystawione na sprzedaż głównie dla turystów na jerozolimskich bazarach. Jeden z tych fragmentów trafił do rąk Khalila Eskandra Shahina zwanego Kando, handlarza antyków z Betlejem. Handlarz ten skontaktował się z prof. Eleazarem Sukenikiem z Uniwersytetu Hebrajskiego z prośbą o ocenę, czy fragmenty są wartościowe, czy też są to falsyfikaty. Profesor szybko zorientował się, że ma przed sobą coś niezwykłego, i poprosił o dostarczenie większej liczby fragmentów znaleziska. Handlarz dostarczył więc Sukenikowi trzy kompletne, jeszcze nie rozwinięte zwoje skórzane, zapisane pismem paleohebrajskim.
Po wytargowaniu ceny profesor odkupił rękopisy z zamiarem dokładnej ich analizy. Po niezwykle ostrożnym rozwinięciu zwojów okazało się, że pierwszy zawierał tekst biblijnej Księgi Izajasza 1QIsab, drugi to komentarz (hebr. peszarim פשר, interpretacje, komentarze) do proroczej Księgi Habakuka oznaczony 1QpHab a trzeci to nieznany wcześniej Zwój Wojny oznaczony 1QM opisujący apokaliptyczną wizję wojny zagadkowych Synów Światłości z Synami Ciemności. Sukenik doszedł więc do wniosku, że ten trzeci zwój jest dziełem nieznanej bliżej historykom żydowskiej sekty odłączonej od głównego nurtu judaizmu.
Po nabyciu trzech pierwszych zwojów profesor Sukenik zaczął poszukiwać informacji skąd one pochodzą oraz wyraził chęć nabycia kolejnych gdyby tylko takie się pojawiły. Już wkrótce zaoferowano mu cztery kolejne zwoje pochodzące z tej samej groty. Tym razem jednak cena była zbyt wysoka i profesor nie był w stanie zgromadzić w krótkim czasie żądanej kwoty. Działo się to w bardzo burzliwym dla tego regionu okresie gdy mandat rządów brytyjskich w Palestynie dobiegał końca, Organizacja Narodów Zjednoczonych bezskutecznie próbowała podzielić kraj pomiędzy zwaśnionych Żydów i Arabów, a obie strony już szykowały się do wojny.
Wkrótce potem Palestyna pogrążyła się w chaosie wojennym, co w efekcie doprowadziło do przegrodzenia Jerozolimy drutami kolczastymi i polami minowymi na strefę żydowską i arabską. Oznaczało to zerwanie kontaktu pomiędzy profesorem Sukenikiem a znajomymi mu handlarzami oraz utratę szansy na kupno tych czterech zwojów.
Kupno zwojów zaproponowano Anastazemu Samuelowi, metropolicie syryjskiego Kościoła prawosławnego, rezydującemu we Wschodniej Jerozolimie w syryjskim monasterze św. Marka. Aby zorientować się jaka jest wartość zwojów, metropolita zasięgnął opinii amerykańskich biblistów, którzy ocenili wiek zwojów na prawie dwa tysiące lat i poradzili wysłać je do Stanów Zjednoczonych, gdzie według nich łatwiej można znaleźć kupca. W ten sposób w ręce metropolity trafiły Zwój Księgi Izajasza oznaczony 1QIsaa, Zwój Dziękczynny oznaczony 1QH, Kodeks Gminny oznaczony 1QS oraz Apokryfy Genesis w języku aramejskim oznaczony 1QapGen. Te cztery zwoje Samuel drogą lotniczą wywiózł do Stanów Zjednoczonych. Trzy z nich zostały przez naukowców rozwinięte, sfotografowane i opublikowane w formie mikrofilmów. Treść czwartego zwoju pozostawała nieznana.
Publikacja trzech zwojów i publiczny do nich dostęp przyczynił się do gwałtownego spadku ich wartości rynkowej. Z tego powodu metropolita zakazał otwierania i odczytania czwartego zwoju, by nie obniżyć jego wartości. Ogłosił również, że wszystkie cztery zwoje zostaną sprzedane jednocześnie i jeśli ktoś chce nabyć ten nieodczytany zwój, musi także nabyć trzy pierwsze. Mimo to znalezienie kupca było kłopotliwe.
Gdy po pięciu latach Mar Samuel nie znalazł kupca, opublikował 1 czerwca 1954 roku ogłoszenie w The Wall Street Journal, w którym pomiędzy ofertami sprzedaży domów oferował sprzedaż czterech zwojów znad Morza Martwego. Na to ogłoszenie ktoś zwrócił uwagę przebywającemu wówczas w Stanach Zjednoczonych Jigaelowi Jadinowi, który był synem prof. Sukenika, nabywcy trzech pierwszych zwojów. W końcu zwój Izajasza wraz z trzema innymi dzięki pomocy handlarzy został w 1954 roku zakupiony za sumę 250 000 dolarów przez izraelskiego archeologa Jigaela Jadina, który przywiózł je z powrotem do Izraela. Zwoje, których nie udało się nabyć Eleazarowi Sukenikowi, nabył jego syn. Żądaną kwotę zgromadzono dzięki darowiźnie D.S. Gottesmana, jednego z bogatych nowojorskich Żydów. W ten sposób wszystkie zwoje znalezione w 1947 roku w grocie 1 zostały nabyte przez państwo Izrael. Anastazy Samuel zaś otrzymane pieniądze przeznaczył na remont monasteru św. Marka w Jerozolimie oraz na potrzeby syryjskich wiernych w Palestynie.

### Kolejne groty
W lutym 1952 roku gdy zespół Rolanda de Vaux pracował na miejscu osady Qumran Beduini odkryli kolejną jaskinię zawierającą starożytne zwoje. Nazwano ją później Grotą 2. Znajdowała się ona w pobliżu Qumran jednak Beduini i tak wynosili z niej zwoje.
Gdy wiadomość o kolejnym odkryciu stała się ogólnie znana świat nauki zorganizował akcję poszukiwania kolejnych jaskiń przeprowadzoną na wielką skalę. W marcu 1952 roku metodycznie przeszukano około 200 jaskiń w pobliżu Morza Martwego. Gdy wydawało się, że praca przeprowadzona z wielkim poświęceniem pójdzie na marne w ostatnim dniu wyprawy przeprowadzono ostatnie poszukiwania. Natrafiono w ten sposób na Grotę 3, w której znaleziono fragmenty Księgi Psalmów, Księgi Ezechiela i Zwoju Jubileuszy. Na skalnej półce znaleziono też Zwój Miedziany (3Q15), opisujący miejsca w których ukryto 4630 talentów złota i srebra.
Odkrycie to było o tyle ważne, gdyż uczeni zauważyli, że wszystkie znalezione dotychczas zwoje pochodzą z jaskiń wapiennych, więc nie tracili czasu na poszukiwania w jaskiniach marglowych. Beduini zaś nie posiadający tej wiedzy przeczesywali jaskinie zupełnie przypadkowo. Dzięki temu odkryto kilka kolejnych jaskiń, w których ukryte były zwoje.
Niektóre z jaskiń jak Grota 4 i 11 położone są zaledwie setki metrów od Qumran. Grota 4 położona tylko 200 metrów od stanowiska Chirbet Qumran okazała się zbiorem ponad 500 manuskryptów, niestety zachowanych tylko w małych fragmentach. Gdy uczeni zorientowali się, że fragmenty za które muszą sporo płacić pochodzą właśnie z Groty 4 pozostały tam już tylko resztki manuskryptów.
W pobliżu Groty 4 archeolodzy odkryli Grotę 5, kilkadziesiąt metrów dalej Beduini natrafili na Grotę 6. Groty numerowane od 7 do 10 znaleziono wiosną 1955 roku tym razem w skale marglowej. Ostatnią Grotę 11 odkryto w roku 1956. Zachowało się w niej kilka długich i świetnie zachowanych zwojów, w tym zbiór psalmów 11Q5, Zwój Świątynny (11Q19) i Targum Hioba (11Q10).
Po 60 latach odkryto 12 grotę. Grota ta została splądrowana przez Beduinów w połowie XX wieku.

## Zespół badaczy
W latach pięćdziesiątych do Palestyńskiego Muzeum Archeologicznego trafiły już tysiące skrawków zwojów z Qumran. W miarę ich napływu umieszczano je pod szkłem w długiej sali, którą wkrótce nazwano zwojownią. Było więc wiadomo, że do pracy nad taką ilością materiału trzeba powołać zespół uczonych. Zadanie skompletowania tego zespołu powierzono dyrektorowi Palestyńskiego Muzeum Archeologicznego dominikaninowi Rolandowi de Vaux. Za pośrednictwem zagranicznych placówek w Jerozolimie wysłano informacje do uczonych we Francji, Anglii, Stanów Zjednoczonych, Niemiec i innych krajów o poszukiwaniu młodych badaczy do pracy nad skrawkami rękopisów.
Latem 1953 roku jako pierwszy przybył do Jerozolimy Amerykanin Frank Cross. Jesienią powrócił nominowany przez Francję, Polak mieszkający w Paryżu, ksiądz Józef Tadeusz Milik, który już wcześniej pracował nad urywkami rękopisów z groty 1. Z Anglii przybyło dwóch młodych oksfordczyków: John Allegro, ateista oraz John Strugnell, który później przyjął chrześcijaństwo. W kolejnym roku do zespołu dołączyło dwóch katolickich księży. Byli to Jean Starcky z Francji i Patrick Skehan z Catholic University of America w Waszyngtonie. Skład zespołu badaczy uzupełnił jeszcze niemiecki luteranin Claus-Hunno Hunzinger, który jednak szybko zrezygnował i został zastąpiony przez francuskiego księdza Maurice Bailleta.
W ten sposób utworzono ośmioosobowy zespół. Co jednak znamienne, mimo że zwoje były żydowskimi dokumentami religijnymi, w zespole nie znalazł się ani jeden Żyd. Roland de Vaux chciał stworzyć zespół prawdziwie reprezentatywny dla różnych narodów i wiar działających na polu biblistyki jednak z jednym ważnym wyjątkiem: nie chciał do niego włączyć żadnych Żydów ani Izraelczyków. Wiadomo, że jak wielu innych uczonych był on stanowczo przeciwny utworzeniu państwa Izrael. Należy jednak też pamiętać, że działając z ramienia rządu jordańskiego, de Vaux nawet gdyby chciał i tak nie mógłby włączyć do zespołu żadnych Żydów ani Izraelczyków.

## Qumrańskie groty
Na rękopisy z Qumran składają się zwoje znalezione w jedenastu grotach. Niektóre z nich były w jakimś okresie zamieszkane, inne służyły tylko jako ukryta biblioteka.

### Grota 1
Grota ta została odkryta jako pierwsza w 1947 roku. Prawdopodobnie nie była nigdy zamieszkana, lecz służyła wyłącznie jako magazyn. Znajdujące się w niej zwoje były owinięte w płótna i złożone w dzbanach. Znaleziono w niej siedem głównych zwojów do których należą Wielki Zwój Izajasza oznaczony 1QIsaa, Zwój Księgi Izajasza oznaczony 1QIsab, komentarz dwóch rozdziałów Księgi Habakuka oznaczany 1QpHab, Zwój Dziękczynny oznaczony 1QH, Kodeks Gminny oznaczony 1QS, Zwój Wojny oznaczony 1QM oraz Apokryfy Genesis w języku aramejskim oznaczony 1QapGen. Te siedem zwojów znajdowało się w jednym dzbanie.
Na początku 1949 roku grotę 1 z Qumran przejęli jordańscy urzędnicy. Nadzór nad pracami powierzono dyrektorowi jordańskiego urzędu antykwarycznemu G. Lankesterowi Hardingowi oraz dominikaninowi Rolandowi de Vaux. Przeszukanie groty zakończyło się sukcesem gdyż znaleziono 72 fragmenty manuskryptów, z których część można było dopasować do znalezionych tam wcześniej zwojów. Z pism pozabiblijnych znaleziono peszarim (hebr. פשר, interpretacje, komentarze) do Księgi Sofoniasza, Micheasza oraz Psalmów, a także dwa dodatki Zbiór Błogosławieństw (1Q28b) oraz Regułę Zrzeszenia. Odkryto również dzieła sztuki pochodzące z tego samego okresu co zwoje.

### Grota 2
W grocie drugiej znaleziono przedmioty wskazujące, że w jakimś okresie była ona zamieszkana. Wtedy znalezione w niej rękopisy stanowiłyby część pozostałości po bibliotece społeczności Qumran.
Została ona znaleziona w 1952 roku, gdy Beduini spostrzegli wlatującego do szczeliny w urwisku nietoperza. Była ona zapełniona guano. Grota ta została splądrowana więc zaginęło wiele pochodzących z niej wartościowych przedmiotów. Niektóre fragmenty zostały odzyskane przez archeologów co w późniejszych latach pozwoliło na identyfikację kupowanych od Beduinów tekstów.
Pochodzi z niej 18 tekstów Starego Testamentu w tym Księga Kapłańska 11:22-29 datowana na drugą połowę II wieku p.n.e. i deuterokanoniczna Księga Syracha 6:14-15; 20-31. Natrafiono tu również na 15 fragmentów tekstów pozabiblijnych, do których należą między innymi dwie kopie hebrajskiej Księgi Jubileuszów oraz aramejski opis Nowego Jeruzalem.

### Grota 3
Grota ta znajduje się na północ od groty drugiej. Została ona odkryta w marcu 1952 roku przez archeologów. Znaleziono w niej na skalnej półce Zwój Miedziany (3Q15) przechowywany w Muzeum Departamentu Starożytności w Ammanie. Znaleziono tu również 14 tekstów zachowanych we fragmentach. Trzy biblijne: Księga Ezechiela 16:31-33, Psalm 2:6-7 oraz Lamentacje Jeremiasza 1:10-12, 53-62, jak również jedenaście tekstów pozabiblijnych w tym między innymi Komentarz do Księgi Izajasza 1:1.

### Grota 4
Grota znajduje się na południowym krańcu płaskowyżu. Została ona odkryta we wrześniu 1952 roku przez Beduinów. Pewien starzec widział wlatującą do niej zranioną kuropatwę. Beduini zaczęli wynosić z niej to co się tam znajdowało do czasu przyuważenia ich przez przedstawicieli Jordańskiego Departamentu Sprawiedliwości. Dalsze badania były prowadzone przez badaczy Departamentu Starożytności, Ecole Biblique i Palestyńskiego Muzeum Archeologicznego.
Nie znaleziono w niej ani jednego kompletnego zwoju lecz około 25 000 skrawków. Fragmenty te były częścią zwojów, które w pośpiechu zostały przysypane gruzem o ponad metrowej wysokości. O pośpiechu świadczy fakt, że zwoje nie zostały owinięte w płótna ani nie zostały ułożone w dzbanach. Nasunęło to więc przypuszczenie, że zwoje zostały złożone w tej grocie w 68 roku n.e. gdy w stronę Qumran maszerowały wojska rzymskie w drodze na oblężenie Jerozolimy.
W grocie 4 znaleziono około 584 różnych tekstów, w tym 127 biblijnych. Największy fragment to zwój Komentarza do Księgi Nahuma mierzący około 56 cm. Wśród tekstów niebiblijnych znalazły się kopie Księgi Henocha, 11 kopii Reguły Zrzeszenia (znanej z groty 1), 9 kopii Dokumentu Damasceńskiego, semickie fragmenty tekstów Testamentów Dwunastu Patriarchów, 12 fragmentów hebrajskiego tekstu Księgi Jubileuszów, kopie Księgi Tobiasza (1 hebrajska, 4 aramejskie), fragmenty Zwoju Hymnów, zagadkowy tekst o „Synu Bożym” (4Q246), Zbiór Błogosławieństw (4Q525) oraz kilka nakazów Tory.
Rękopisy pochodzące z groty 4 są bardzo ważnymi tekstami gdyż służą zarówno do krytyki tekstu Starego Testamentu, jak również pomagają poznać podłoże wielu idei Nowego Testamentu.
Tysiące fragmentów pochodzących z tej groty znajduje się obecnie w Palestyńskim Muzeum Archeologicznym razem ze zwojami z groty 2.

### Grota 5
Podobnie jak w grocie drugiej znaleziono tu przedmioty wskazujące, że była ona zamieszkana i stanowiła część pozostałości biblioteki społeczności Qumran. Została ona znaleziona przez archeologów pracujących przy grocie 4 na przełomie lutego i marca 1955 roku.
Znaleziono w niej 8 tekstów biblijnych: Powtórzonego Prawa 7:15-24, 1 Królewska 1:1, 16-17; 27-37; Księga Izajasza 40:16, 18-19, Księga Amosa 1:3-5; Psalm 119:113-120, 138-142, Lamentacje Jeremiasza 4:5-8, 11-15, 16, 18-19, 20-22; 5:1-3, 4-12, 13, 16-17 oraz Lamentacje 4:17-20. Znaleziono również 17 tekstów pozabiblijnych w tym: kopię Reguły Zrzeszenia, Dokument Damasceński oraz ważną kopię opisu Nowego Jeruzalem.

### Grota 6
Grota ta została odnaleziona przez Beduinów we wrześniu 1952 roku. Znaleziono w niej 7 tekstów biblijnych w tym zapisanych pismem paleohebrajskim: Księga Rodzaju 6:13-21 i Księga Kapłańska 8:12-13 oraz pismem kwadratowym: 1 Królewska 3:12-14; 12:28-31; 22:28-31, 2 Królewska 5:26; 6:32; 7:8-10; 7:20-8:5; 9:1-2, 19-21, Psalm 78:36-37; Pnp 1:1-6, 6-7; Księga Daniela 8:20-21; 10:8-16; 11:33-36, 38.
W grocie tej znaleziono również 24 teksty pozabiblijne, w tym: niezidentyfikowane opowiadanie, dokumenty prawnicze, profetyczne i liturgiczne oraz hymny.

### Grota 7
Grota ta została odnaleziona w trakcie prac wykopaliskowych na stanowisku archeologicznym Chirbet Qumran. Odkryto ją na przełomie lutego i marca 1955 roku.
W grocie 7 odnaleziono 19 malutkich fragmentów spisanych w języku greckim. Zawiera ona biblijną Księgę Wyjścia 28:4-7 (7Q1) oraz deuterokanoniczny List Jeremiasza 43-44 (7Q2). Pochodzący z tej groty fragment 7Q19 jest odbiciem po niezachowanym fragmencie terakoty.
W 1972 roku José O’Callaghan opublikował informację, że fragmenty z tej groty oznaczone jako 7Q4, 7Q5, 7Q6, 7Q7, 7Q8, 7Q9, 7Q10 oraz 7Q15 zawierają fragmenty różnych ksiąg Nowego Testamentu. Jednak połączenie fragmentów 7Q4, 7Q8 wraz z 7Q12 w jeden pozwoliło na identyfikację tekstu jako fragment Księgi Henocha 103:4, 7-8. Natomiast ze względu na niewielkie rozmiary identyfikacja większości pozostałych fragmentów pozostaje nieokreślona. Nie są one jednak uważane za pochodzące z Nowego Testamentu.
W grocie 7, podobnie jak w grocie 3, znaleziono jedynie fragmenty rękopisów zamiast całych zwojów, co sugeruje hipotezę, że jaskinie te zostały odkryte i zrabowane po złożeniu w nich zwojów. Wskazuje na to również odkrycie w grocie 7 odbicia jednego fragmentu terakoty 7Q19 zawierającego cztery litery umieszczone prawdopodobnie na amforze. Natomiast nie odnaleziono żadnego fragmentu samej amfory. Nawet gdyby przyjąć, że reszta części zwojów została w całości zdegradowana to jednak powinny zachować się fragmenty samej amfory. Znalezienie jedynie niewielu małych fragmentów manuskryptów przy braku fragmentów terakoty wskazuje na wcześniejsze odkrycie groty 7 i zabranie jej zawartości.
Ta hipoteza ma podstawy historyczne. Euzebiusz z Cezarei (ok. 264–340 n.e.) mówi, że Orygenes (185–250 n.e.) miał rękopis Zwoju Psalmów napisany w języku greckim, który został znaleziony wewnątrz naczynia glinianego w pobliżu Jerycha, w czasach Marka Aureliusza Antoniusza (por. Euzebiusz z Cezarei, Historia kościelna, Księga VI/16.1 do 4). Również Epifaniusz około roku 392 n.e. wspomina, że w siódmym roku Marka Aureliusza (217 n.e.), kilka biblijnych rękopisów LXX znaleziono w pobliżu Jerycha wraz z innymi manuskryptami w języku hebrajskim i greckim, niektóre w naczyniach glinianych.
Istnieje również dokument z XI wieku, w którym Tymoteusz I, nestoriański patriarcha Seleucji potwierdza odkrycie starożytnych zwojów znalezionych w jaskini w pobliżu Jerycha, miasta położonego około 10 kilometrów od Qumran. Tymoteusz I stwierdza, że kiedy mieszkańcy Jerozolimy usłyszeli o odkryciu, udali się w stronę groty i znaleźli kilka biblijnych zwojów napisanych w języku hebrajskim. Może więc to wskazywać na grotę 7, gdyż znajduje się ona w pobliżu Jerycha a w pobliżu miasta nie ma innych znanych jaskiń, w których znaleziono dokumenty.

### Grota 8
W grocie tej znaleziono tylko 4 teksty biblijne: Księga Rodzaju 17:12-19, 18:20-25 Psalm 17:5-9, 14; Psalm 18:6-9, 10-13. Znaleziono w niej również filakterium, hymny oraz mezuzę.

### Grota 9
W tej grocie znaleziono mały fragment papirusu zawierający sześć liter hebrajskich.

### Grota 10
Podobnie jak grota 7 została ona odkryta przez archeologów w trakcie prac na stanowisku Chirbet Qumran. Znaleziono ją na przełomie lutego i marca 1955 roku. Zawierała ona ostrakon z dwiema literami hebrajskimi. Jest to fragment słoju z niepełnym imieniem właściciela.

### Grota 11
Grota ta została odnaleziona przez Beduinów w 1956 roku. Podobnie jak w grotach 2 i 5 znajdowały się w niej ślady świadczące o tym, że była ona zamieszkana. Odkryte tam rękopisy stanowiły więc część pozostałości biblioteki społeczności Qumran
W grocie tej odkryto zwój Księgi Kapłańskiej zapisany pismem paleohebrajskim, Zwój Psalmów, Targum Hioba oraz zapisany pismem z okresu Heroda Zwój Świątynny, z którego zachowało się 66 kolumn. Paleograficznie jest od datowany na I wiek p.n.e. lub na I wiek n.e. a metodą 14C na okres od 97 roku p.n.e. do I wieku n.e.
Groty od 2 do 11 znajdowały się na Zachodnim Brzegu, który po zawartym rozejmie okupowany był przez Jordanię. W 1950 roku Jordania ogłosiła swoją zwierzchność nad Strefą Gazy oraz nad Zachodnim Brzegiem. Stan ten trwał aż do wojny sześciodniowej w 1967 roku kiedy terytorium to przejął Izrael.

## Podział tekstów
Badacze dzielą rękopisy według różnych kryteriów. Jeden z ważniejszych podziałów obejmuje dwie zasadnicze grupy:
- teksty biblijne – zawierające całe księgi lub ustępy Starego Testamentu[6]
- teksty niebiblijne
  - nawiązujące bezpośrednio do Biblii – zawierające m.in. parafrazy wielu pism starotestamentalnych, targumy, tłumaczenia na grekę, apokryfy oraz komentarze do poszczególnych ksiąg biblijnych
  - teksty niebiblijne niezwiązane bezpośrednio z Biblią – zawierające różne przepisy i wskazówki związane ze wspólnotą zamieszkującą Qumran (np. „Reguła Zrzeszenia”, kopie znanego wcześniej „Dokumentu Damasceńskiego”, „Zwój Wojny” i różne hymny)

Część tekstów niebiblijnych dzieli się jeszcze na nieznane do czasów odkryć w grotach Qumran, ale znane powszechnie w Palestynie w czasach działalności wspólnoty oraz teksty nieznane w ogóle obecnie ani w przeszłości, będące najwyraźniej wewnętrznymi pismami wspólnoty.
Wśród przeszło 200 manuskryptów biblijnych znalezionych w Qumran zidentyfikowano fragmenty każdej księgi Biblii hebrajskiej z wyjątkiem Księgi Estery. W przeciwieństwie do Zwoju Izajasza – zawierającego kompletny tekst Księgi Izajasza – większość z nich jest reprezentowana tylko przez urywki stanowiące najwyżej jedną dziesiątą całej księgi. Najbardziej rozpowszechnione w Qumran były Psalmy (znaleziono 36 odpisów), Księga Powtórzonego Prawa (29 egzemplarzy) i Księga Izajasza (21 egzemplarzy w tym 1QIsaa i 1QIsab).

## Tłumaczenia na język polski
Pierwszym polskim tłumaczeniem rękopisów z Qumran były wydane w 1963 roku Rękopisy z Qumran nad Morzem Martwym, w tłumaczeniu Witolda Tylocha. Był to jednak tylko częściowy przekład, Tyloch przełożył jedynie najbardziej kompletne i najdłuższe teksty.
Pierwszy polski całościowy przekład hebrajskich i aramejskich Rękopisów z Qumran, uzupełniony ponadto o tłumaczenia zwojów z grot w Wadi Murabba’at, Masady i Nachal Chewer ukazał się w 1996 roku jako Rękopisy znad Morza Martwego w tłumaczeniu Piotra Muchowskiego. Zapowiadane przez wydawnictwo wydanie greckich tekstów qumrańskich nie ukazało się.
W 2000 roku wydano „Komentarze do rękopisów znad Morza Martwego” Piotra Muchowskiego stanowiące wstęp do manuskryptów znalezionych w grotach Wadi Murabba’at, Masady i Nachal Chewer. Publikacja jest uzupełnieniem „Rękopisów” i przybliża nam zrozumienie tekstów hebrajskich i aramejskich, takich jak: teksty prawne, dydaktyczne, apokryficzne, liturgiczne, kultowe i egzegetyczne.